# 洪龍浩
洪 龍浩（こう りゅうこう、ホン・ヨンホ、朝鮮語：홍용호、1906年10月12日 - ?）は、朝鮮民主主義人民共和国（北朝鮮）のカトリック司教。洗礼名は「フランシスコ」。1944年にカトリック平壌代牧区司教となったが、1949年に拉致・投獄され、その後の消息は不明である。

## 経歴
1906年10月12日に大韓帝国の平壌で生まれた。1933年、その年の主の昇天の祝日だった5月25日に司祭に叙階された。
1941年12月の太平洋戦争の勃発時、教区の管轄下にあったアメリカのメリノール会所属の神父らとともに日本の警察にスパイ容疑で逮捕され、3ヶ月の間、獄中生活の苦しみを経験した。
1944年3月24日には教皇ピオ12世により平壌の代牧区の司教に任命され、同年6月29日の使徒聖ペトロと聖パウロの祝日に、ベネディクト会のボニファティウス・ザウアー司教（Bonifatius Sauer,O.S.B.）により司教に叙階された。
終戦後の1945年、日本に徴用されていた司教座聖堂を取り戻すために、北朝鮮の共産党政権と交渉し、翌1946年に大聖堂を取り戻した後、大聖堂の新築工事に着手した。
1949年5月に徳源教区のザウアー司教の逮捕及びベネディクト修道院の没収に抗議するために、金日成の北朝鮮労働党政権と議論をすることになっていたが、議論の予定日である5月14日に拉致されて投獄され、後に行方不明となった。
1962年3月10日、教皇ヨハネ23世により平壌代牧区から昇格して平壌司教区が設立された時は、彼はその初代司教（教区長）に任命された。
以降、長年に渡り、カトリック平壌司教区の司教として名簿に記載されていた。
このことについて、ニコラス鄭鎮奭枢機卿は2006年に以下のように語っている。
2013年6月、教皇庁は正式にホン・ヨンホが死去したことを認めた。ただし、没年月日については不明のままとしている。
なお、北朝鮮政府は信教の自由があることを主張するため、1988年に平壌東部にカトリックの長忠大聖堂を設けているが、この大聖堂には教皇庁により任命された司教は存在しない。